# Titularerzbistum Perge
Das Erzbistum Perge (italienisch arcidiocesi di Perge, lateinisch Archidioecesis Pergensis) ist ein Titularerzbistum der römisch-katholischen Kirche.
Es geht zurück auf einen untergegangenen Bischofssitz in der antiken Stadt Perge in der römischen Provinz Lycia et Pamphylia bzw. Pamphylia in der westlichen Türkei. 
| Titularerzbischöfe von Perge |                                             |                                                                                        |                    |                    |
| Nr.                          | Name                                        | Amt                                                                                    | von                | bis                |
| 1                            | Ercole Michele d’Aragona                    | Bischof von Mileto (Italien)                                                           | 26. September 1725 | Juli 1735          |
| 2                            | Cristóbal Almeida                           |                                                                                        | 26. September 1735 |                    |
| 3                            | Juan Portugal de la Puebla                  |                                                                                        | 21. Juli 1760      | 29. März 1762      |
| 4                            | Francesco Maria Piccolomini                 | emeritierter Bischof von Pienza (Italien)                                              | 27. Januar 1772    | 28. Januar 1784    |
| 5                            | Filippo Casoni                              | Apostolischer Nuntius                                                                  | 21. Februar 1794   | 26. März 1804      |
| 6                            | Luigi Bottiglia Savoulx                     | Dekan der Kleriker der Apostolischen Kammer                                            | 15. März 1826      | 23. Juni 1834      |
| 7                            | Gaetano Baluffi                             | Kurienerzbischof                                                                       | 21. April 1845     | 21. September 1846 |
| 8                            | Alerano Pallavicino                         | Weihbischof in Genua (Italien)                                                         | 7. Juli 1848       | 12. Oktober 1867   |
| 9                            | François-Alexandre Roullet de la Bouillerie | Koadjutorerzbischof von Bordeaux (Frankreich)                                          | 21. März 1873      | 8. Juli 1882       |
| 10                           | Augusto Eduardo Nunes                       | Koadjutorerzbischof von Évora (Portugal)                                               | 13. November 1884  | 18. September 1890 |
| 11                           | Karol Hryniewiecki                          | emeritierter Bischof von Vilnius (Litauen)                                             | 14. Juni 1891      | 14. April 1929     |
| 12                           | Luigi Bondini OFMConv                       | Kurienerzbischof                                                                       | 29. September 1929 | 18. Dezember 1936  |
| 13                           | Giovanni Maria Emilio Castellani OFM        | Apostolischer Vikar von Addis Abeba (Äthiopien) Apostolischer Nuntius Kurienerzbischof | 25. März 1937      | 30. August 1953    |
| 14                           | Salvatore Siino                             | Apostolischer Nuntius                                                                  | 27. Oktober 1953   | 8. Oktober 1963    |
| 15                           | Mario Casariego y Acevedo CRS               | Koadjutorerzbischof von Guatemala (Guatemala)                                          | 12. November 1963  | 12. Dezember 1964  |
| 16                           | Joseph Angel Poli OFMCap                    | emeritierter Bischof von Allahabad (Indien)                                            | 19. November 1965  | 3. Januar 1970     |